# جشنواره لاله آسارا
جشنواره لاله آسارا یکی از جشنواره‌های گل لاله است که از سال ۱۳۷۷ خورشیدی، هر ساله، در باغ لاله گچسر واقع در کیلومتر ۵۳ جادهٔ کرج - چالوس واقع در روستای گرماب برگزار می‌شود. تعداد لاله‌های به نمایش در آمده در این نمایشگاه در حدود ۶۰۰٬۰۰۰  لاله تخمین زده می‌شود.  این جشنواره در سال ۱۳۹۱ در حدود ۵۰۰٬۰۰۰ هزار نفر بازدیدکننده داشته‌است. از  برنامه‌های جنبی این جشنواره در برپایی غرفه‌های  کتاب، گل و گیاه، عکاسی، صنایع دستی و غیره‌است.